# Menhir von Schlausenbach
Der Menhir von Schlausenbach (auch als Forstmeister-Jansen-Stein bezeichnet) ist ein Menhir zwischen Buchet und Schlausenbach im Eifelkreis Bitburg-Prüm in Rheinland-Pfalz.

## Geographische Lage
Der Stein befindet sich in einem ausgedehnten Waldgebiet in der Schneifel am Nordhang des Schwarzen Mannes. Der nächstgelegene Ort ist das nördlich befindliche Schlausenbach, der Standort liegt aber auf dem Gemeindegebiet von Buchet. Die Benennung des Menhirs erfolgte aufgrund der geographischen Nähe zu Schlausenbach. Der Menhir ist über einen Waldweg erreichbar.

## Beschreibung
Der Menhir besteht aus Grauwacke. Er hat eine Höhe von 150 cm, eine Breite von 80 cm und eine Tiefe von 63 cm. Der Stein ist kantig und läuft in einer eckigen Spitze aus. Er ist auf einem modernen Sockel aufgestellt.